# Ingo Froese
Ingo Froese (* 21. Januar 1957 in Gießen) ist ein deutscher Basketball-Bundesligaspieler. In seiner aktiven Zeit von 1974 bis 1989 spielte der nur 1,80 Meter große Sportler beim MTV Gießen, MTV Wolfenbüttel und bei Steiner Bayreuth.

## Karriere
1974 begann Froese seine Laufbahn beim heimischen MTV Gießen und errang mit dem Verein 1978 den deutschen Meistertitel und 1979 den Pokalsieg. In der Saison 1979/1980 wechselte er zum MTV Wolfenbüttel und errang dort auch den Pokalsieg, fünf Jahre später zu Steiner Bayreuth. Mit der dortigen Mannschaft wurde er 1987 und 1988 Vizepokalsieger, danach beendete er seine aktive Karriere.
In diesem Zeitraum spielte Ingo Froese 16 Mal für die deutsche Basketballnationalmannschaft. Zusammen mit seinem ehemaligen Teamkollegen von Steiner Bayreuth, Georg Kämpf, war Froese 1994 Trainer der Basketball-Jugendnationalmannschaft.
| Personendaten    | Personendaten                            |
| ---------------- | ---------------------------------------- |
| NAME             | Froese, Ingo                             |
| KURZBESCHREIBUNG | deutscher Basketballspieler und -trainer |
| GEBURTSDATUM     | 21. Januar 1957                          |
| GEBURTSORT       | Gießen                                   |